# Leszczyny-Kolonia
Leszczyny-Kolonia – kolonia w Polsce położona w województwie łódzkim, w powiecie brzezińskim, w gminie Jeżów.
W latach 1975–1998 miejscowość należała administracyjnie do województwa skierniewickiego.
Miejscowość wchodzi w skład sołectwa Olszewo.